# Église d'Artjärvi
L'église d'Artjärvi (en finnois : Artjärven kirkko) est une église en bois située autrefois dans l'ancienne commune d'Artjärvi, aujourd'hui Orimattila, en Finlande.

## Historique
Conçue par Anders Fredrik Granstedt avec des influences du Style Empire, elle est construite en 1840.  
Les précédentes églises datent de 1636, de 1664 et de 1739. 